# Carlos Cebro
Carlos Cebro es un pianista uruguayo de música clásica.

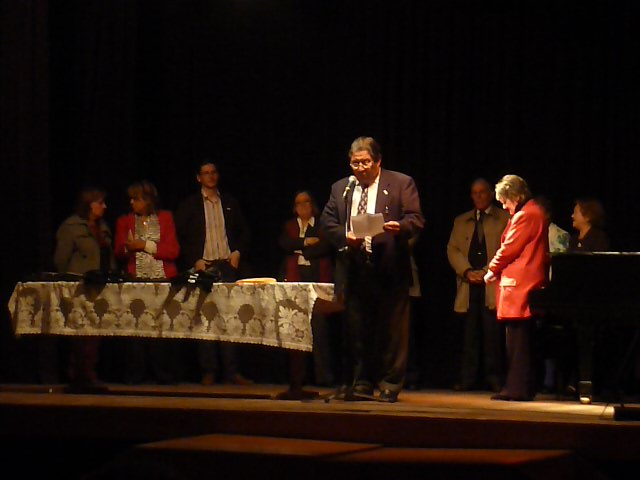
Carlos Cebro en la edición 2010 del Concurso de Piano Ciudad de Montevideo.

## Biografía
Comenzó sus estudios musicales con Rosa Dego de Lungo y Lilia Amestoy Naya continuándolos luego en el Conservatorio Nacional de Música de Montevideo con los maestros Adhémar Schenone, Hugo Balzo y Eliane Richepin, entre otros. Una beca otorgada por el gobierno francés, le permite continuar sus estudios en el Conservatorio Nacional de París de donde egresa obteniendo el Premio de Excelencia. Allí se forma con los maestros Suzanne Roche y Vlado Perlemuter.
Se perfeccionó también en el "lieder alemán" con el Profesor Paul von Schilhawsky, Rector del Mozarteum de Salzburgo.

## Carrera pianística
Como pianista ha ofrecido conciertos en prestigiosas salas de los cinco continentes; ya sea como solista, con orquesta, o como acompañante de cantantes líricos.
Ha actuado con orquesta bajo la dirección de directores como Arie van Beek, Neithard Bethke, Jacques Bodmer, Paul Bonneau, Philippe de Chalendar, Choo-Hoey, César Grimaldi, Lazlo Halasz, Pablo Komlós, Gustav König, Hugo López, Roberto Montenegro, Karl Nagel, Miguel Patrón Marchand, Kurt Rapf, Salvador Brotons, Jerzy Salwarowsky, Karol Stryja, Héctor Tosar, Federico García Vigil, Antonio Vito, entre otros.
Como pianista acompañante se ha presentado junto a importantes cantantes como: Arleen Auger, Rita Streich, Carmen Bustamante, Margarita Castro-Alberty, Viorica Cortez, Masako Deguci, Marie-José Dolorian, Yolanda Hernández, Alessandra Ruffini, Giulietta Simionato, Nobuko Takahashi, Jules Bastin, Roland Hermann, George London, y Bruno Pratico por nombrar algunos.
Como pedagogo, dicta cursos y Master Class en Sudamérica, Rusia, Japón, Polonia, España, Corea del Sur, Francia y Portugal.

## Concursos de piano
Carlos Cebro es Presidente o miembro de diferentes jurados de concursos internacionales. A petición de su fundadora es Presidente de la Asociación Eliane Richepin que organiza cada dos años el Concurso de Piano Ciudad de Montevideo en Uruguay. También a petición de su fundadora es presidente y director artístico del Concurso Internacional de Música María Canals de Barcelona.
En 1984 fundó el Concurso Internacional de Piano de Oporto cuya presidencia ejerció durante siete años.

## Discografía
- Melodías de Ibert, con Marie-José Dolorian (Musisoft), 1995.

- Integral de las melodías de Rodrigo, con Margarita Castro-Alberty (Lys), 1995.

- Recuerdos del Río de la Plata: obras para piano solo de Fabini, Ginastera, Aguirre, Guastavino; y para voz y piano de Ginastera, Cluzeau-Mortet, Guastavino y Ramírez, con Margarita Castro-Alberty (Lys), 1996.

- Combat del Somni: melodías sobre texto de P. Valéry de Mompou, con María del Carmen Bustamante (Discover), 1997.

- Melodías de Mompou, con María del Carmen Bustamante (Discover), 1997.

- Las canciones de Kosma sobre textos de Prévert, con Louis Puthod (Musisoft), 2000.

- Carnet de voyages: melodías de Massenet, Ravel, Gounod, Liszt, Marx, Kattnigg, Schubert, Rajmáninov, Caccini, Sarti, Xavier Montsalvatge, Turina, Guastavino y Piazzolla con Nobuko Takahashi (sans label), 2004.

- La vida anterior: aires y melodías de ópera de Duparc, Fauré, Massenet, Délibes, Berlioz, Verdi y Ravel con Juan Carlos Gebelin (Sondor), 2005.

- Melodías de Taconet, con Dominique Méa (Marco Polo), 2005.

- Concierto para dos pianos de Mozart (K 365) con François Killian como 1.er piano.

- Visiones camperas y otras obras de Cluzeau-Mortet (Agon / Pierre Verany), 1996.

- Obras para piano de compositores uruguayos: Fabini, Cluzeau-Mortet, Giucci, Lamarque Pons (Sodre), 2004.[2]